# ياروسلاف الثاني أمير كييف
ياروسلاف الثاني (1191 – 1246) هو ابن الأمير فسيفولود الثالث العش الكبير، وأمير برياسلاف، وهو الأمير المعظم في كييف والأمير المعظم في فلاديمير (1238 – 1246).

## وصوله للحكم
تربع ياروسلاف عام 1236 على عرش كييف محققا بذلك تقاسم السلطة بينه وبين شقيقه الأكبر يوري الذي تربع بدوره على عرش فلاديمير.
بعد سقوط شمال شرق روسيا على ايدي المغول ومصرع الأمير يوري عاد ياروسلاف إلى فلاديمير وتولى الحكم فيها.
في عام 1243 تم استدعاؤه إلى «الاورطة الذهبية» المغولية حيث تسلم السلطة في كييف وفلاديمير من يد الخان/ باتيه/ ثم طلب منه الخان بان يتوجه إلى عاصمة الامبراطورية المغولية مدينة /قره قروم/، فوصل اليها عام 1246 حيث شهد على تربع الخان غيوك على العرش المغولي. لكنه اصيب بعد قليل بمرض ولقي حتفه اثر تسلم شهادة الحكم من الخان في 20 سبتمبر/ايلول عام 1246 مما دفع اصحابه إلى الاعتقاد انه سمم على ايدي المغول.

## حملاته العسكرية
اشتهر بحملاته العسكرية الناجحة ضد اخوية «حملة السيوف» الكاثوليكية. دعا بابا روما اخوية «حملة السيوف» في عام 1233 إلى الصراع ضد الدين المسيحي الأرثوذكسي الروسي. ووقعت عام 1234 معركة على نهر /امايغي / في استونيا الحالية تغلب ياروسلاف فيها على مقاتلي الاخوية، مما اجبرها على توقيع اتفاقية السلام والموافقة على ضم القسمين الجنوبي والشرقي لاسقفية ديربت إلى امارة بسكوف الروسية.

## أبناؤه
رزق ياروسلاف 5 أبناء وبينهم ألكسندر نيفيسكي